# Lions Gibraltar Football Club
Maillots
Actualités
Le Lions Gibraltar Football Club est un club de football basé à Gibraltar. Fondé en 1966, le club évolue en première division gibraltarienne.

## Histoire
Le Lions Gibraltar Football Club est fondé en 1966 par un groupe d'amis à la suite de la victoire de l'équipe d'Angleterre lors de la Coupe du monde 1966, d'où les trois lions sur le logo du club, emblèmes de la sélection anglaise. Son premier président est Alfred Sene. Le club fusionne avec Gibraltar United en 2011. Les deux entités se séparent en 2014.
Après une saison 2014-2015 décevante au terme de laquelle le club termine à la dernière place du championnat, n'évitant la relégation qu'en raison de l'expansion du championnat, le club annonce en juillet 2015 avoir été racheté par Hercules Sport Promotion, Ltd, dirigé par Andrew Flowers (qui avait précédemment tenté de racheter le club de Leeds United en 2013). Les résultats de la saison suivante s'avèrent plus positifs, le club terminant quatrième du championnat, à respectivement 20 et 31 points des leaders du football gibraltarien que sont Europa FC et Lincoln Red Imps.

## Bilan sportif

### Palmarès
- Coupe de Gibraltar (0)
  - Finaliste : 2012 et 2025

### Bilan par saison
| Saison    | Championnat | Championnat | Championnat | Championnat | Championnat | Championnat | Championnat | Championnat | Championnat | Championnat | Coupe de Gibraltar | Coupe de la Ligue |
| Saison    | Division    | Pos         | Pts         | J           | V           | N           | D           | BP          | BC          | Diff        | Coupe de Gibraltar | Coupe de la Ligue |
| --------- | ----------- | ----------- | ----------- | ----------- | ----------- | ----------- | ----------- | ----------- | ----------- | ----------- | ------------------ | ----------------- |
| 2007-2008 | 2e          | 9e          | 4           | 17          | 1           | 1           | 15          | 19          | 61          | -42         | Tour préliminaire  | —                 |
| 2008-2009 | 2e          | 6e          | 22          | 13          | 7           | 1           | 5           | 50          | 34          | +16         | Quarts de finale   | —                 |
| 2009-2010 | 2e          | 7e          | 21          | 17          | 7           | 0           | 7           | 26          | 25          | +1          | Premier tour       | —                 |
| 2010-2011 | 2e          | 8e          | 27          | 22          | 8           | 3           | 11          | 37          | 33          | +4          | Deuxième tour      | —                 |
| 2011-2012 | 1re         | 5e          | 18          | 20          | 4           | 6           | 10          | 28          | 40          | -12         | Finale             | —                 |
| 2012-2013 | 1re         | 5e          | 11          | 15          | 3           | 2           | 10          | 24          | 41          | -17         | Deuxième tour      | —                 |
| 2013-2014 | 1re         | 6e          | 14          | 14          | 4           | 2           | 8           | 23          | 33          | -10         | Demi-finales       | Phase de groupes  |
| 2014-2015 | 1re         | 8e          | 8           | 21          | 1           | 5           | 15          | 9           | 48          | -39         | Quarts de finale   | Demi-finales      |
| 2015-2016 | 1re         | 4e          | 45          | 27          | 14          | 3           | 10          | 49          | 44          | +5          | Demi-finales       | —                 |
| 2016-2017 | 1re         | 8e          | 21          | 27          | 4           | 9           | 14          | 17          | 54          | -37         | Quarts de finale   | —                 |
| 2017-2018 | 1re         | 8e          | 23          | 27          | 6           | 5           | 16          | 27          | 63          | -36         | Deuxième tour      | —                 |
| 2018-2019 | 1re         | 9e          | 9           | 27          | 3           | 0           | 24          | 17          | 77          | -60         | Quarts de finale   | —                 |
| 2019-2020 | 1re         | 6e          | 15          | 17          | 4           | 3           | 10          | 30          | 55          | -25         | Quarts de finale   | —                 |
| 2020-2021 | 1re         | 6e          | 16          | 20          | 4           | 4           | 12          | 13          | 33          | -20         | Premier tour       | —                 |

Légende
- Vainqueur de la compétition
- Vice-champion ou finaliste de la compétition
- Troisième de la compétition
- Promu en division supérieure
- Relégué en division inférieure

## Identité visuelle

Lions Gibraltar Football Club
1966
Depuis 2014